# Thule (popolo)

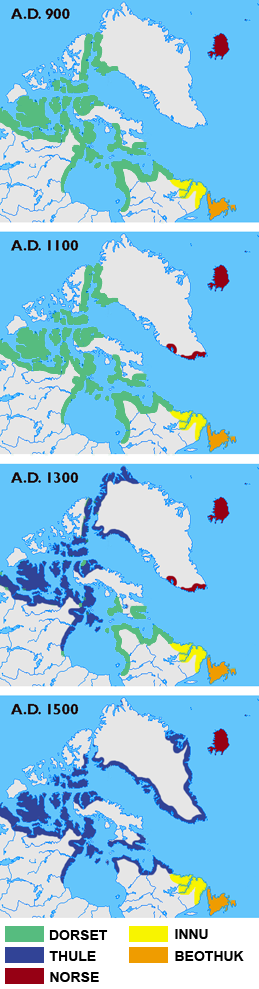
La mappa mostra le differenti civiltà che vissero in Groenlandia, Labrador, Newfoundland e nelle isole artiche del Canada negli anni 900, 1100, 1300 e 1500. Verde:Civiltà Dorset, blu: Civiltà Thule, rosso:Civiltà nordica, Giallo: Innu e arancione: Beothuk

I Thule sono i progenitori di tutti i moderni Inuit canadesi. Arrivarono in Alaska intorno all'anno 500 d.C. ed in Nunavut (nel Canada settentrionale) nel 1000 d.C.
Un sottogruppo arrivò in Groenlandia intorno al XIII secolo.
Il nome "Thule" deriva dalla città di Thule nella Groenlandia nordoccidentale dove furono trovati per la prima volta i resti archeologici di questa civiltà.
I collegamenti tra Thule e gli Inuit sono biologici, culturali e linguistici.

## Cultura
La società Thule sussisteva sulle risorse marine, in particolare cetacei ed altri mammiferi acquatici. Sostituirono la cultura Dorset agli inizi del XV secolo.

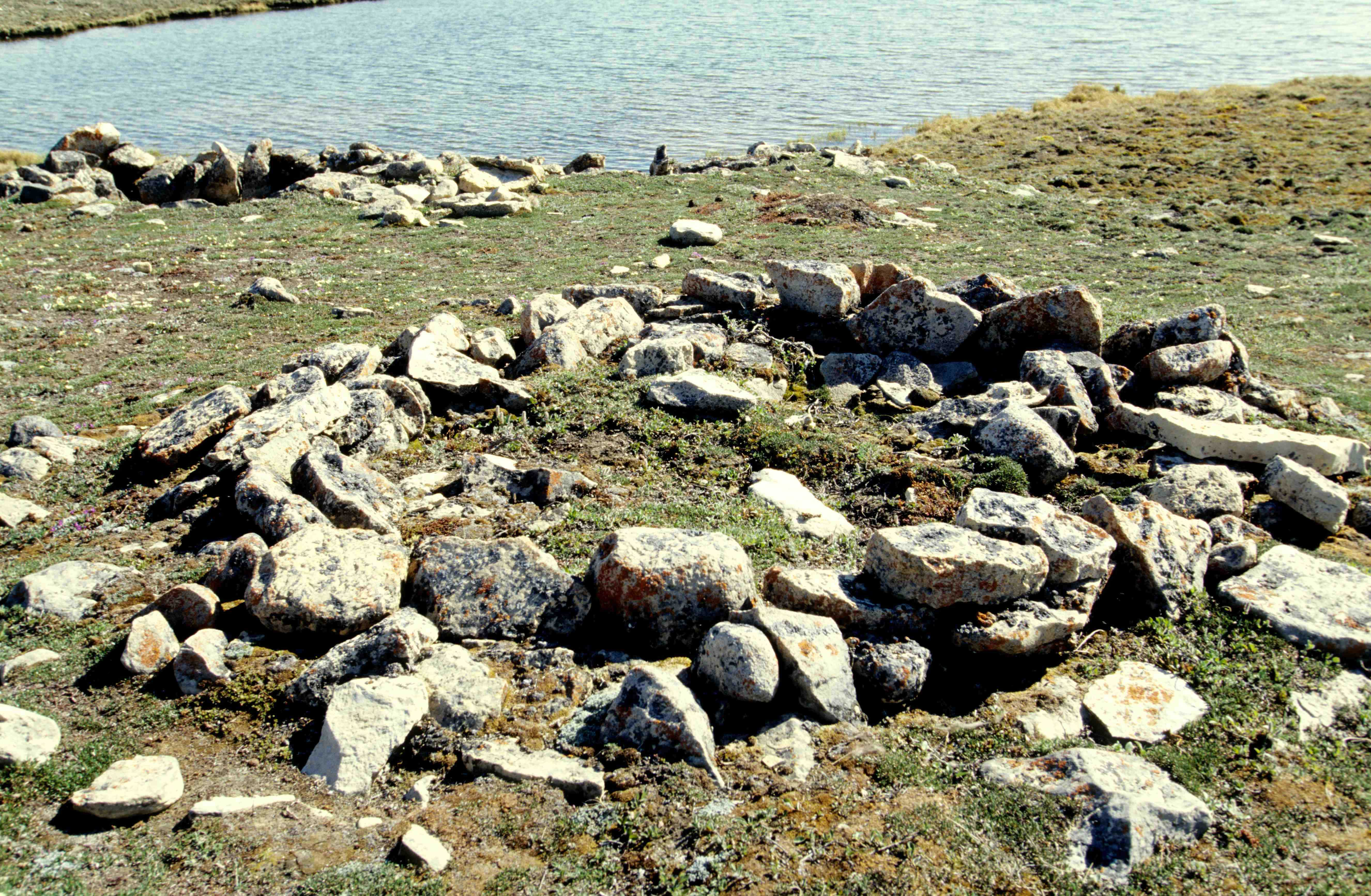
Sito archeologico Thule

Gli insediamenti invernali dei Thule erano abitualmente composti da una a quattro case e circa dieci persone. Alcuni insediamenti maggiori potevano avere più di una dozzina di case, tuttavia non tutte erano abitate nello stesso tempo, e una cinquantina di persone. Le case erano fatte con le ossa delle balene pescate in periodo estivo. Le altre strutture comprendevano siti di uccisione o lavorazione, nascondigli per armi e provviste e accampamenti di tende.

## Storia recente
Alcuni Thule migrarono verso Sud nella "Seconda Espansione" o "Seconda Fase". A partire dal XIII o XIV secolo occuparono un'area attualmente abitata dagli Esquimesi Centrali.
Vi sono buone ragioni di credere che i Thule (e, in minor misura, i Dorset) entrarono in contatto coi Vichinghi norvegesi (s'intendono quindi anche islandesi e groenlandesi) che toccarono le sponde di quello che è l'attuale Canada attorno al 1000 d.C. (vedi Saga dei Groenlandesi).
Comunque sia, contatti frequenti cogli europei cominciarono solo nel XVIII secolo. Ciò, aggravato dai già dirompenti effetti della "Piccola era glaciale" (1650-1850), portò le comunità Thule al frazionamento e da allora in avanti furono conosciute come Esquimesi e, successivamente, come Inuit.

## Tecnologia
Si è a conoscenza dell'uso da parte dei Thule di coltelli d'ardesia e arpioni con corde.